# Спосіб життя і культура амішів

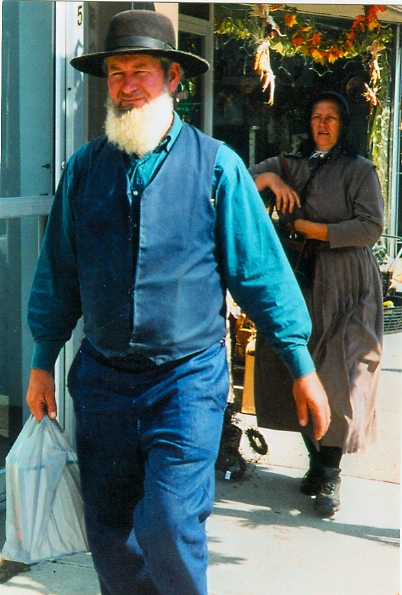
Сім'я амішів у м. Елмер (Онтаріо) (графство Елґін, провінція Онтаріо, Канада).

Сім'ї та громади амішів, як правило, консервативні і намагаються зберегти традиційніший спосіб життя, більш архаїчні відносини в сім'ї, ніж навколишнє суспільство. Шлюби аміші допускають тільки з іншими амішами, рідше з меннонітами. Сім'ї, як правило, багатодітні. Літнім і хворим членам громади намагаються допомагати своїми силами, не беручи соціальне забезпечення від держави або інших зовнішніх організацій. Аміші старого обряду так само відомі своїм неприйняттям ряду сучасних технологій.
Навчати своїх дітей аміші воліють самі: шляхом домашньої (сімейної) освіти, створення власних шкіл у поселеннях або іншим шляхом. Деякі діти амішів навчаються і в звичайних (публічних) школах. Як правило, освіта амішів обмежується обов'язковими за законами США вісьмома класами середньої школи. Відзначено прагнення зберегти традиційний сільський спосіб життя, при якому діти з ранніх років вчаться працювати вдома і на сімейних полях і фермах. Так як більшість дітей амішів вибирають потім залишатися в громаді і продовжити справу батьків, формальна академічна освіта для них виявляється практично не дуже потрібною.
У важких ситуаціях, будь то труднощі матеріальні або психологічні, більшість амішів вибирає покладатися тільки на допомогу своєї сім'ї, близьких родичів та інших членів своєї релігійної громади. Багато хто не сприймають пенсійного, медичного, соціального та іншого страхування, як приватного, так і публічного. У США давно існуючі громади-поселення амішів навіть звільняються від обов'язку сплачувати внески на обов'язкове для інших громадян соціальне страхування, тому що вони фактично не користуються його перевагами і свідомо відмовляються отримувати соціальну підтримку від держави (але забезпечують прийнятний рівень життя залежних людей своїми силами).
Як і інші анабаптисти, аміші дотримуються пацифістських переконань і відмовляються від проходження будь-якого роду військової служби, а також від іншого застосування насильства для захисту. Навіть звернення амішів до суду для захисту своїх прав зустрічаються нечасто. У минулому відмова від військової служби приводила до переслідувань амішів владою держав, і стало однією з причин їх масової еміграції з Європи до Америки. В наш час[коли?] і в США, і в Канаді, де проживає більшість амішів, обов'язкова військова служба за призовом скасована, армії стали повністю професійними. Але зустрічається неприйняття і нерозуміння амішів їхніми сусідами-неамішами і суспільством в цілому, що призводить іноді і до дій проти амішів — наприклад, закидання камінням їх кінних возів.
У відносинах між амішами і навколишнім світом є одна риса, властива тільки амішам, та ще менонітам Венгера. Це — випробувальний термін для підлітка в віці від 16 років (зазвичай) до прийняття усвідомленого рішення про хрещення по вірі в Церкві амішів, як і рішення відмовитися хреститися і залишити громаду амішів. Підліток у цей час називається «румспрінґа»: окольник, той що бігає навколо. Він може побачити всі сторони життя навколишнього світу, як позитивні, так і негативні, як приємні речі, так і небезпечні, лихо. І зробити абсолютно свідомий добровільний вибір між життям «у світі» і життям в релігійній громаді амішів. І це важливо розуміти: якими б незвичайними або навіть дивними не здавалися спосіб життя і вірування амішів стороннім людям — кожен з амішів це вибрав сам, маючи альтернативу. Наскільки ж тим, хто зробив такий вибір, можна йти на компроміси з навколишнім світом — це питання в різних групах амішів вирішено по-різному.

## Сімейне і особисте життя

### Сім'я

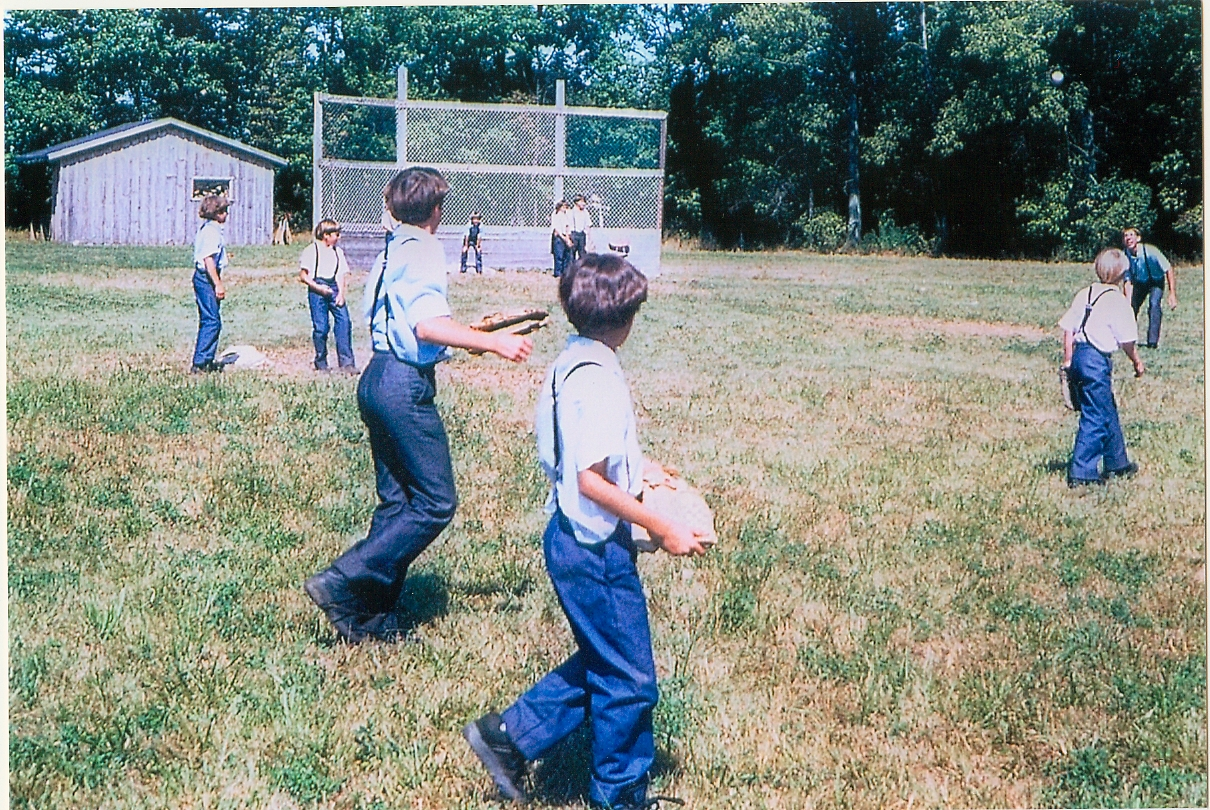
Діти амішів грають у бейсбол.Ліндонвіль, Орлеанс, штат Нью-Йорк

Мати дітей, ростити їх, і жити в злагоді з сусідами і родичами — ось найважливіші функції амішської сім'ї. Аміші вірять, що Бог благословляє великі сім'ї. Основне призначення «сім'ї» може бути проілюстроване різними шляхами в амішській культурі. Сім'я має владу над індивідуумом не тільки в дитинстві і юності, але і все життя. Чисельність членів церковного округу частіше вимірюється кількістю сімей, а не кількістю хрещених людей. Батьки вважають себе відповідальними перед Господом за духовне благополуччя своїх дітей та їх правильне (з точки зору амішської віри) виховання.
«Сім'я» забезпечує своєму члену статус як вдома, так і в громаді. Людина сприймається передусім як член сім'ї, а не як індивідуальність. Кожен має роботу, положення, відповідальність і статус. Повсякденна робота вдома зазвичай традиційно розділена між чоловіками і жінками. Традиційна сім'я амішів дає своїм дітям велику частину освіти і навчання. Хоча формально освіта закінчується восьмим класом, хлопчик чи дівчинка далі вчаться тому, що їм належить робити, ставши дорослими. Хлопчики працюють з батьком у полі, стайні або ще де «зовні»; дівчинки вдома або в саду, неподалік від матері. Практичним навичкам роботи навчають в сім'ї, як це було багато століть в традиційному суспільстві. Загалом і цілому, молоді аміші наслідують приклад своїх батьків, зайнятих, як правило, важкою фізичною працею, і прагнуть стати продуктивною частиною сім'ї.
| Ліві лапки | Глава чоловікові - Христос, а глава дружині - чоловік. Одна з найбільших потреб нашого часу - це чоловіки, які будуть брати на себе ту відповідальність, яку Бог поклав на їхні плечі. Не приймати цієї відповідальності - значить працювати абияк і порушити волю Бога. | Праві лапки |

Спорт і відпочинок зазвичай спільний для всіх членів сім'ї. Так само проводяться «церковні екскурсії» (англ. church outings) і сімейні збори, де заняття поділяються усіма.

### Дитяча дисципліна
Аміші вимагають від дітей суворого підпорядкування, чого ті навчаються і примушуються батьками і проповідниками. Кілька епізодів з Біблії служать обґрунтуванням того. Їхні діти, як і всі діти, можуть не слухатися батьків, але речі подібні нападам гніву, кривляння, обзивання лайливими словами і повний непослух тут зустрічаються рідко, тому що за це підуть тілесні покарання, і діти амішів про них знають. Будь-яке юнацьке невдоволення зазвичай можна висловлювати словами, але лихослів'я ніколи не допускається під страхом негайного покарання.

### Отроцтво і юність

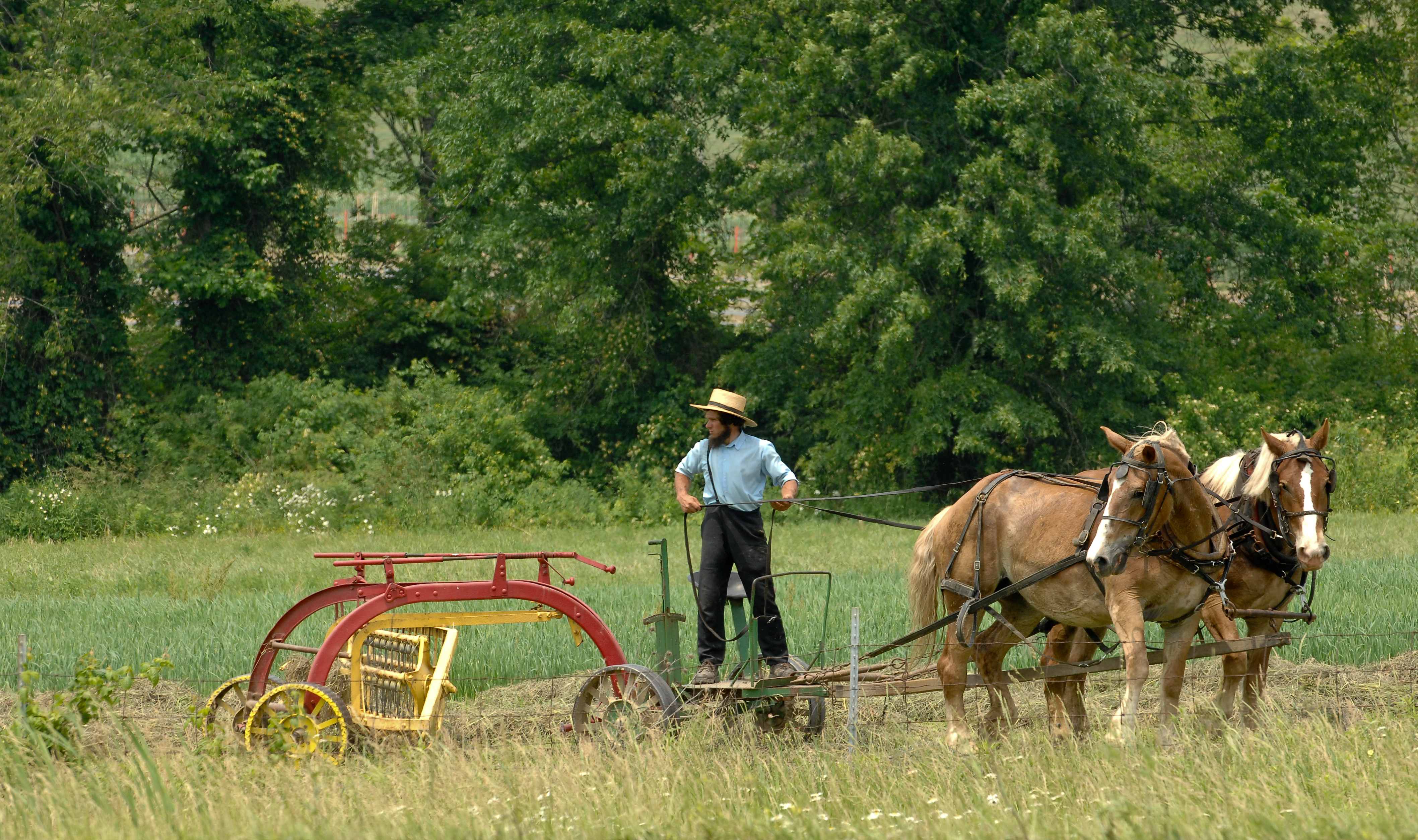
Аміш працює в південно-східному Огайо

Пубертатний період у житті людини для амішів є ще й періодом головного вибору в житті. Підлітка в цей період життя аміші називають «румспрінґа». Це слово з Пенсильванського діалекту німецької мови стало особливим терміном, використовуваним в громадах амішів. Пенсильванське Rumspringa (варіанти:Rumschpringe, Rumshpringa) ймовірно походить, від нім. rum (розм. форма від herum) — навколо, кругом, близько і springen — стрибати, скакати, вириватися, спрямовуватися. Тобто той що «бігає навкруги», невпевнений, що сумнівається, що коливається молодий кандидат у члени Церкви амішів, що не зробив ще свого остаточного вибору, який не прийняв хрещення по вірі або рішення відмовитися від нього, залишити громаду і жити «у світі» (у великому неамішському суспільстві). Українською одним словом його можна назвати «окольником».
Період окольництва у підлітка починається з першого кохання, з першого серйозного залицяння. Як і в неамішських сім'ях, тут розуміють, що в цьому віці неминучі ті чи інші відхилення від норм поведінки, але у амішів це не схвалюється і не ігнорується. В кінці цього періоду, подорослішлий аміш приймає хрещення, стає членом церкви, і зазвичай незабаром одружується, тому що вступ у шлюб і вінчання допускається тільки між членами Церкви амішів. Невелика частина молодих людей вибирає не хреститися і не бути членами Церкви амішів, за для проведення решти життя у великому суспільстві, вступити в шлюб з неамішем.
Але все-таки вік, в якому вважається допустимим доглядати за людиною протилежної статі, у амішів починається з 16 років; для дівчат (у деяких громадах) — з 14 років. Амішські дівчата і юнаки зазвичай знайомляться на вечірніх і нічних релігійних піснеспівах, що проводяться раз на два тижні, так само це може бути на зборах для взаємодопомоги сусідів (англ. sewing bees), на ігрищах і весіллях інших. Часто хорові співи проводяться в тому ж будинку або будівлі, в якій вранці проводилося богослужіння. Підлітки можуть приїжджати на них також із сусідніх церковних округів, що забезпечує соціалізацію більшого масштабу, ніж у рамках однієї церковної громади. У цей день молодий чоловік одягає парадний одяг, чистить свого коня і візок. З ним може приїхати його сестра або подруга його сестри, але зазвичай не його подружка. На співах, юнаки стоять по один бік великого столу, дівчата по інший. Кожен може оголосити про те, який гімн він чи вона вибирає, і буде обраний найшвидший. Співи перериваються бесідами. Формально вони закінчуються о десятій годині вечора, після чого настає час для особистих розмов, жартів і візитів. Після цього, юнак під'їжджає до будинку дівчини в своєму відкритому возі. А ось юнака молодше 16 років, що наважився прийти на один з таких вечорів, будуть насильно напувати гарячим молоком з ложки — добродушне нагадування про необхідність не переступати межі свого статусу.
Шлюб між двоюрідними братом і сестрою у амішів не дозволяється, між троюрідними — не вітається, але може відбуватися. У графстві Ланкастер заборонено одружуватися з внучатою племінницею.
| Ліві лапки | Початок залицяння зазвичай не обговорюється ні в сім'ї, ні з друзями. Надмірні спроби дражнити, показувати себе у невідповідний час сприймаються братами, сестрами чи друзями як дуже докучливі. Повага до таємниці особистого життя (як мінімум, прикидатися, що не знаєш), є переважаючою моделлю поведінки, навіть між батьками. | Праві лапки |

### Весілля
Аміші грають весілля зазвичай по вівторках і четвергах в листопаді і початку грудня, після збирання врожаю. Наречена вдягає нову блакитну лляну сукню, яку вона може потім знову одягати в інших урочистих випадках. Амішки не користуються косметикою і не одягають обручки, тому що «орднунґ» забороняє персональні прикраси, носіння коштовностей. Шлюбна церемонія може тривати кілька годин, за якою громада збирається для бенкетування, співів та оповідей. Наречені проводять шлюбну ніч у будинку батьків нареченої. Селера — символічна їжа на амішських весіллях. Селеру також ставлять у вази і використовують для прикраси будинку замість квітів. Швидше за все, молода подружня пара проведе кілька вихідних в гостях у друзів і родичів, які були присутні на їх весіллі, перш ніж повністю присвятити себе роботі і домашнім справам.

### Старість і відхід від справ
У амішів не встановлено фіксованого віку, в якому людина повинна йти у відставку, на пенсію, відходити від справ. Стан здоров'я людини, потреби його сім'ї та особисті побажання — все це грає важливу роль у визначенні того, коли це може трапитися; зазвичай все ж таки у віці між п'ятдесятьма і сімдесятьма роками. Зрілі аміші не йдуть у державні установи для престарілих, вони залишаються вдома. Але часто в амішських селах буває «Будинок дідусів» (пенсіл.-нім. Grossdaadi Haus), де дідусі й бабусі можуть спільно проживати. Відійшлі від справ люди продовжують в міру своїх можливостей допомагати в роботах на фермі і вдома, працюючи у своєму темпі, в міру своїх сил. Це дає їм певну незалежність, і в той же час не відриває від сім'ї. Амішський спосіб відходу від справ гарантує, що старий збереже контакти з родиною і родичами. У них немає проблеми самотності, тому що вони зберігають значущі соціальні контакти, беруть участь у різних громадських заходах, таких як ігри, аукціони, весілля, свята, та інші види спільної діяльності.
Якщо старий стає хворим або немічним, інші члени сім'ї доглядають за ним до кінця, як колись він доглядав за маленькими дітьми. Амішські громади зберегли традиційні відносини між поколіннями, на відміну від багатьох сучасних сімей США, Канади та інших країн Заходу, що віддають перевагу доручати турботу про людей похилого віку державі або спеціальним соціальним установам, на кшталт будинків престарілих, інтернатів, пансіонатів, лікарень, санаторіїв.

## Традиції і культура

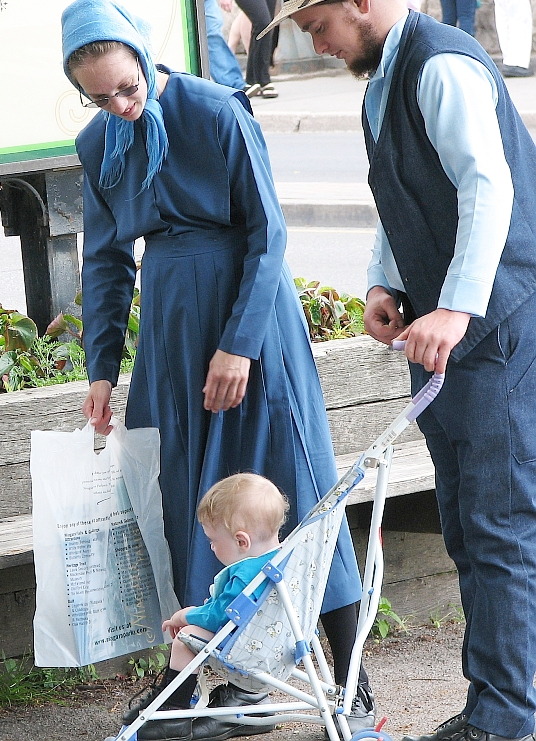
Сім'я амішів в Канаді, в районі Ніагарського водоспаду

Спосіб життя амішів встановлено «орднунґом» (нім. ordnung — встановлений порядок, статут), який незначно відрізняється в різних громадах амішів, і в різних церковних округах однієї громади правила теж можуть злегка відрізнятися. Що прийнятно в одній громаді, може бути неприпустимо в іншій. Важко щось говорити про спосіб життя та культуру амішів взагалі, тому що лише кілька загальних положень будуть справжніми для всіх амішів.
Їх групи можуть розділятися з питань відносно полів капелюха, кольору воза, з різних інших питань. Використання тютюну (крім сигарет, які сприймаються як «мирські суєтні»)і помірне вживання алкоголюв основному допускається; в більш старих і консервативніших групах амішів — частково і не у всіх.

### Мова
Крім англійської, більшість амішів старого обряду говорить на особливому німецькому діалекті, відомому як пенсильванський-німецький діалект, або просто «пенсильванський німецький» (Pennsylvania Dutch). Пенсильванський-німецький походить від діалектів німецької палатинати XVIII ст., відчувається сильний вплив американської англійської, і помітно відрізняється від діалектів інших груп анабаптистів.
Спочатку, на пенсильванському діалекті німецької говорило багато германоамериканських іммігрантів в Пенсильванії і оточуючих місцевостях, особливо прибулих до 1800 року. Зараз ним говорять, в основному, тільки аміші старого обряду і менноніти старого обряду. У декількох, досить великих, громадах амішів старого порядку, частіше говорять на швейцарському діалекті німецької, ніж на пенсильванському. Аміші Бичі, особливо ті, хто народився приблизно в 1960 році або пізніше, схильні до переважного використання англійської мови для домашнього спілкування. Усі інші групи амішів використовують пенсильванський або один із швейцарських діалектів німецької як мови для серйозних розмов усередині групи. Існують невеликі діалектні відмінності між громадами, що поселилися в різних місцях. Аміші усвідомлюють ці мовні відмінності, а іноді навіть відчувають труднощі в спілкуванні з одновірцями з інших регіонів.

### Музика
Амішська музика має, в основному, німецьке походження, і включає в себе стародавні пісенні стилі, що не зустрічаються вже ніде в Європі, але, разом з тим — більш сучасні гімни, що походять з пенсильвансько-німецької культури.
Старовинні амішські гімни «Аусбунд» нім. Ausbund (Gesangbuch) — одноголосні, без метра, з розтягнутими тонами і повільно вимовними орнаментиками. Гармонія зазвичай відсутня. В пенсильванських Спірічуелах англ. Pennsylvania spiritual — новіших — помітно вплив афроамериканської англ. African-American music і британської музики.
Хоча деякі аміші навчаються грі на традиційних музичних інструментах, таких як гармоніка або акордеон, на них не грають на публіці. Таким чином, спів зазвичай без супроводу. На богослужіннях зазвичай співають по-німецьки, в інших випадках — по-англійськи. Піснеспіви — важлива частина церковних служб амішів, і тривалість виконання деяких пісень перевищує п'ятнадцять хвилин. «Дифірамб» (нім. «Loblied») — найвідоміша з пісень амішів. Вона звучить другою за рахунком піснею на кожному церковному служінні, а так само часто виконується на весіллях амішів.
«Пісні» або «Піснеспіви», відвідувані молодими людьми, що досягають шлюбного віку — зазвичай бувають увечері в неділю після богослужіння, і є невід'ємною частиною амішської практики залицяння за жінками, тому що молоді учасники залучаються до обговорення соціальних питань між співом пісень.

### Одяг

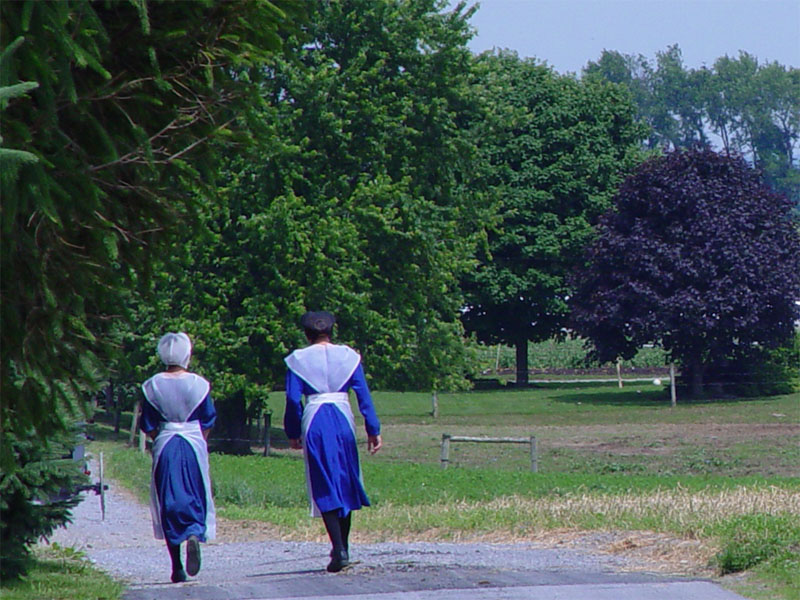
Дівчата-аміші в окрузі Ланкастер штату Пенсільванія.

Загальним у всьому одязі амішів — є скромність і простота. Одяг не повинен привертати увагу розрізами, розфарбуванням або будь-якими іншими штучками. Застібки, гачки або шпильки використовуються частіше, ніж ґудзики, блискавки або липучки. Застібки-кнопки використовуються на повсякденному одязі, а плоскі ґудзики — на робочих сорочках і штанях. Обмеження на використання кнопок — це данина традиції, й також щоб уникнути хизування своїм одягом перед іншими.
У всіх речах, простота є естетичною цінністю. Одні аміші прагнуть обмежити кольори одягу класичним «чорний низ (штани, сукні, спідниця) — білий верх (сорочка, блузка)», інші припускають неяскраві кольори. Одяг з темно-синьої джинсової тканини в цілому добре приймається деякими амішськими групами. Аміші старого обряду часто самі шиють свій одяг; робочий одяг може бути злегка поношеним і залатаним.
Жінки носять довгі (нижче колін, часто до щиколотки) одноколірні сукні простого покрою. Фартухи, зазвичай білі або чорні, часто носять вдома, і завжди надягають на богослужіння. Починаючи з підліткового віку, амішки зазвичай носять хустку (трикутний шматок тканини), краї якої приколюють шпильками до фартуха, або чепчик, накидку або інший подібний головний убір. Як і для християнок інших конфесій, і мусульманок, для амішських жінок носіння хустки має релігійне значення як «покрив молитвениці» (англ. prayer coverings). У холодні місяці амішки можуть надягати довгий вовняний плащ.

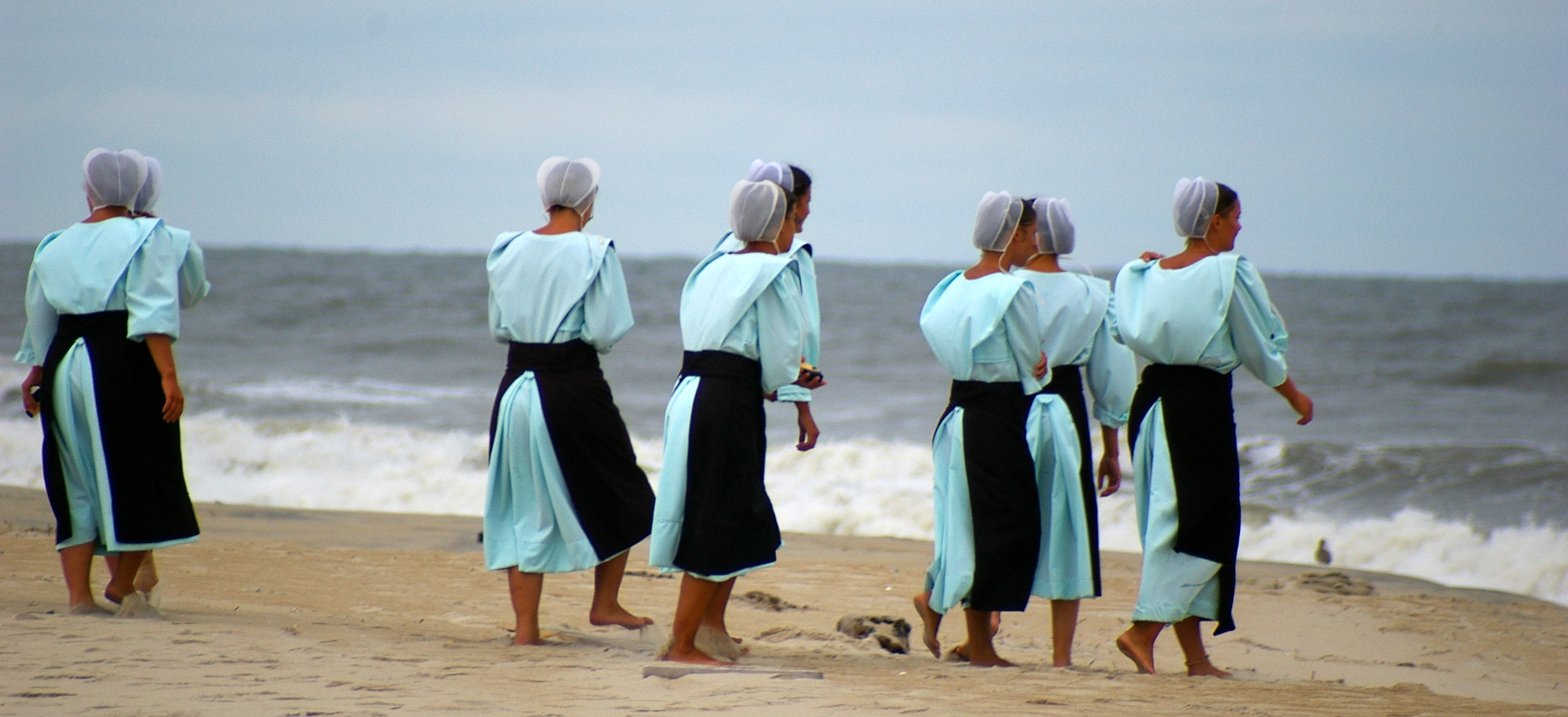
Жінки-аміші на пляжі. Острів Шінкотег, округ Аккомак, штат Вірджинія.

Важкі капелюхи можна надягати поверх «покриву молитвениці», коли амішська жінка, яка нещодавно видужала після хвороби, виходить на вулицю в холодний час (за винятком амішів Небраски — у них жінки не носять капелюхи взагалі). У деяких місцях дівчаткам у віці до дев'яти років можна носити кольорові капелюхи; більш старші дівчата і жінки носять чорні капелюхи. Дівчата приблизно з восьми років починають одягати хустку на богослужіння та інший відповідний одяг при нагоді. Деякі амішки приблизно до тридцяти років продовжують надягати білу хустку під час церковних служб. Хустки і накидки для повсякденного носіння можуть бути кольоровими, під колір одягу, жінки старші сорока носять тільки чорні хустки.
У теплі місяці багато дітей амішів ходять босоніж (навіть у школу).
Чоловіки-аміші зазвичай носять штани темних кольорів, іноді жилети або куртки, підтяжки (в деяких громадах), широкополі солом'яні капелюхи у спеку і великі фетрові капелюхи в холодну пору року. Проте деякі, в основному, підлітки, можуть відхилятися від цих зразків, щоб виразити свою індивідуальність. Одружені чоловіки і всі чоловіки старше сорока років носять бороди. А ось носити вуса заборонено, тому що вони у амішів асоціюються з європейськими армійськими офіцерами і мілітаризмом взагалі. Борода може служити певним символом в оточенні амішів старого обряду, як у інших обручка, відзначати входження в зрілий вік.

## Освіта

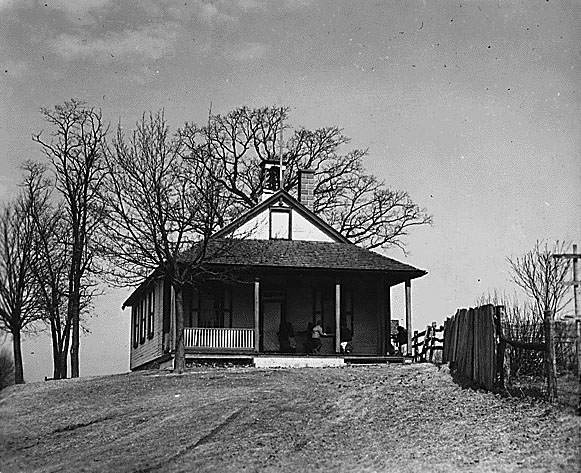
Амішська школа в окрузі Ланкастер штату Пенсильванія 1941 рік.

Аміші не прагнуть дати своїм дітям більшу освіту, ніж обов'язкові вісім класів середньої школи, вважаючи, що й цих базових знань цілком достатньо, щоб підготуватися до життя аміша.
Майже ніхто з амішів не отримав вищої освіти; деякі навчалися лише в коледжі. У багатьох громадах амішів є власні школи; зазвичай це однокімнатні школи англ. One-room school, вчительками в яких працюють молоді неодружені жінки з тієї ж громади. У цих школах навчають багатьом ремеслам, що можна вважати належною професійною освітою, відповідною (або еквівалентною) національному освітньому стандарту для десятирічної школи.
Деякі діти амішів навчаються в неамішських загальноосвітніх школах, навіть якщо ці школи розташовані далеко від їхнього дому (таке буває в дуже маленьких і віддалених групах амішів). Відомий приклад, коли діти амішів відвідували Лісбургську початкову школу англ. Leesburg Elementary School в селищі Лісбурґ (тауншип Плейн, округ Косцюшко, штат Індіана), що знаходиться за 19 км від їхнього місця проживання в м. Наппані, тому що з родина мешкала на краю шкільного округу. У минулому були значні конфлікти між амішами та місцевим населенням через суперечки з питань навчання. Але вони, здебільшого, були вирішені, й освітня влада дозволяє амішам навчати дітей згідно з амішськими традиціями.
Іноді трапляються конфлікти через дострокове закінчення амішами курсу восьмирічної школи. Так як за законами штатів підлітку не можна бути відрахованим зі школи раніше встановленого віку, ці діти формально залишаються у восьмому класі на другий (або більше) роки, до досягнення «випускного» віку. У минулому, при порівнянні результатів стандартизованих тестів учнів амішів, вони були вищими за середні для учнів сільських шкіл США — за вимовою, слововживанням та арифметикою. Однак, за словниковим запасом юні аміші відставали від середнього по країні рівня.

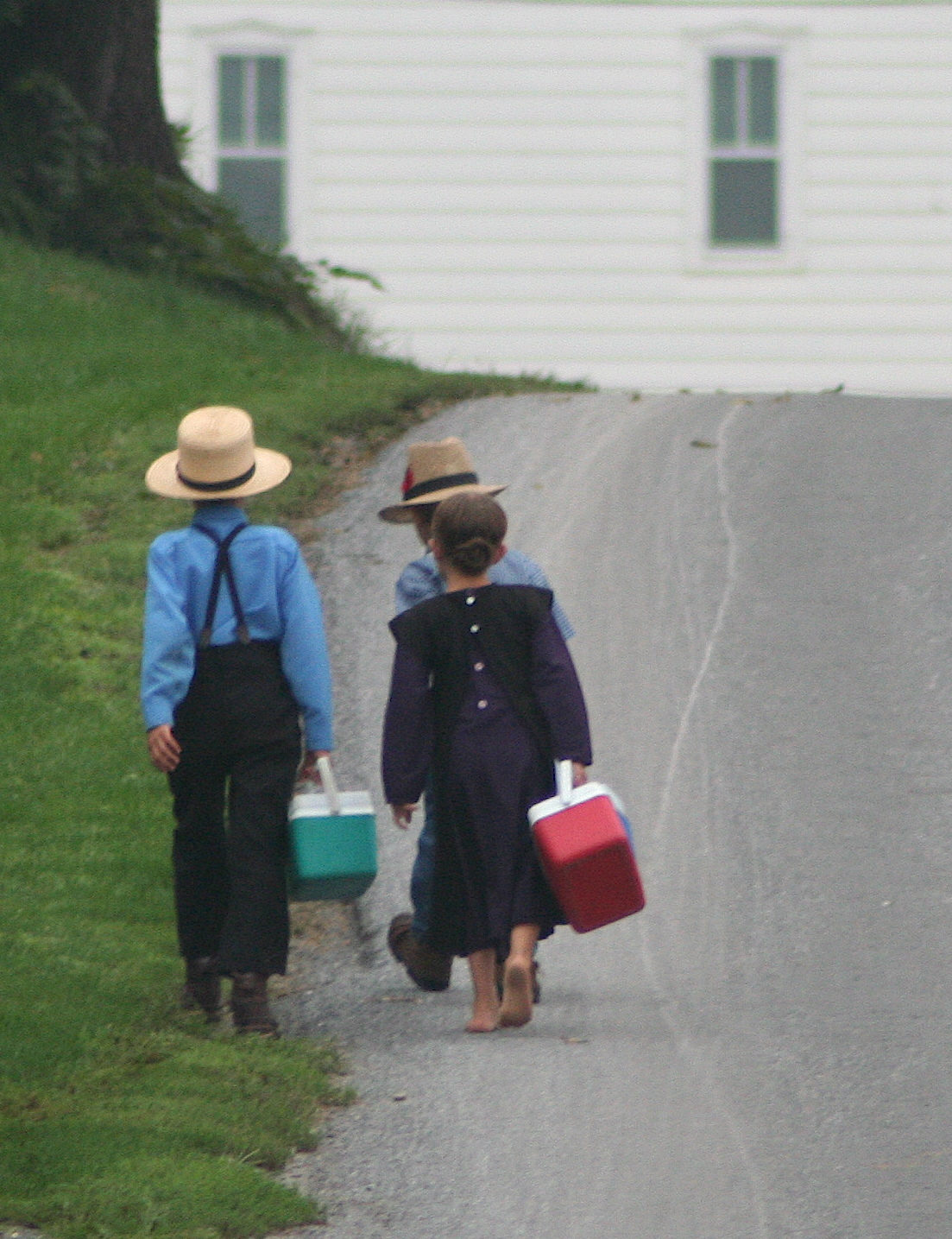
Діти амішів йдуть до школи.

19 травня 1972 Джонас Йолдер (Jonas Yoder) і Воллес Міллер (Wallace Miller) з амішів старого обряду, а так само Едін Ютзі (Adin Yutzy) з консервативних амішів-менонітів, були оштрафовані на 5 доларів США кожен за відмову посилати своїх дітей у віці 14 і 15 років до середньої школи. У справі «Вісконсин проти Дж. Йолдер», Верховний Суд штату Вісконсин (Wisconsin Supreme Court) скасував цей осуд, і Верховний Суд США підтвердив рішення, ґрунтуючись на тому, що переваги універсальної освіти не виправдовують порушення свободи віросповідання релігії (англ. Free Exercise Clause of the First Amendment), встановленої Першою Поправкою до Конституції США.
Рішення Верховного Суду США цитує професор соціології Джон Гостетлер (1918—2001) (англ. John A. Hostetler, народився в родині амішів і написав кілька книг про амішів, гуттеритів (нім. hutterer, англ. hutterites) і меннонітів старого обряду, який користується найбільшим академічним авторитетом серед дослідників амішів. Інший відомий дослідник спільноти амішів — Дональд Крайбілл (англ. Donald Kraybill, почесний коледж-професор і старший науковий співробітник Молодіжного центру вивчення анабаптизму і пієтизму при Коледжі Елізабеттаун в Пенсільванії — один з найактивніших вчених, що вивчають амішів сьогодні.

## Використання сучасної техніки та технологій

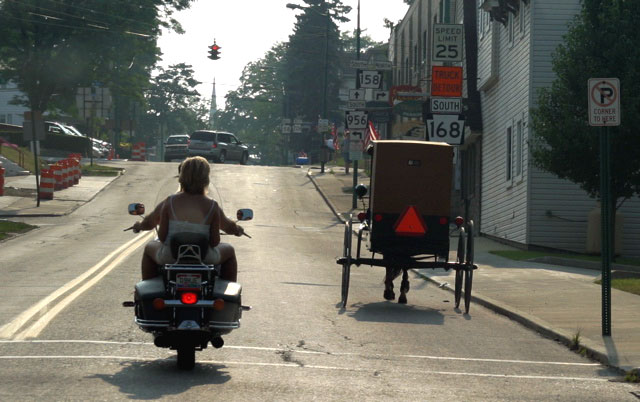
Сучасний та амішський транспорт в Нью-Вілмінґтоні, Пенсильванія.

Аміші старого обряду відомі своїм неприйняттям деяких сучасних технологій. Аміші не вважають будь-яку технологію злом; віруючі можуть звертатися за дозволом використовувати окремі технології в їх місцевих громадах. У Пенсільванії, на весняній зустрічі єпископи не змогли прийти до єдиної думки, у тому числі з питання про ставлення до нових технологій, і передали цю інформацію священикам і дияконам на наступній зустрічі. Завдяки горизонтальній структурі управління у амішів, в кожній громаді це питання вирішується по-своєму.
Високовольтну мережеву електрику було відкинуто в 1920 році за розпорядженням суворого єпископа, як реакція проти ліберальніших амішів,і для того, щоб уникнути фізичного контакту із зовнішнім світом. Через ранні заборони електрики, окремі дискусії про використання нових винаходів, в яких воно використовується (наприклад, телебачення), вже не потрібні. У той же час, іноді використовують автономну електрику — там, де її можна отримати без доступу до ЛЕП. Іноді допускається обмежене застосування батарей гальванічних елементів або акумуляторів. Електрогенератори можуть бути використані для електрозварювання, зарядки акумуляторів, живлення мішалок молока — у багатьох громадах. Електроапарати для зовнішніх робіт, на зразок електричних газонокосарок, що переміщуються людиною або конем, струнних тримерів, використовуються в деяких громадах. У деяких сімей амішів можна знайти побутові прилади в неелектричнім виконанні: наприклад, холодильники, що працюють на гасових двигунах. Навіть серед амішів старого обряду в деяких округах може бути дозволено використання сонячних батарей і теплових сонячних панелей.
Іноді громади амішів приймають різні компромісні рішення щодо використання технологій, які можуть здатися дивними сторонній людині. Наприклад, сільгосптехніка з бензиновими двигунами, подібна до мотокультиватора або газонокосарки — але переміщувана людиною або конем. З цієї причини, амішські фермери не погоджуються докупити ще землі на межі між ними та їхніми сусідами, теж амішами — вони просто не зможуть обробити більше землі, переміщуючи сільськогосподарські апарати вручну або на кінній тязі. У той же час, вони використовують пестициди, хімічні добрива і штучне осіменіння корів.
«Орднунґ» (нім. Ordnung) для амішів — це скоріше практичне керівництво життя в громаді, ніж релігійна доктрина, яка визначає поняття гріха. Наприклад, члени чотирьох громад амішів старого обряду в окрузі Аллен штату Індіана, консервативніші, ніж більшість амішських громад, їздять у відкритих возах навіть взимку і одягають чорні шкіряні туфлі навіть у літню спеку.
Але ці релігійні обмеження не призначені для того, щоб заподіювати страждання. Так, інвалідам дозволяється використовувати електричні візочки. Допустимо використовувати електрику в будинку для живлення медичного обладнання.
Порушникам цих правил можуть дати багато місяців на вирішення проблеми; так, вони зможуть тимчасово використовувати комп'ютер, щоб завершити бізнес-проект або встигнуть видалити електричні дроти з свого нового будинку.
Хоча більшість амішів не управляють автомобілями, вони можуть наймати водіїв і фургони, наприклад, щоб поїхати в гості до іншої сім'ї амішів, раз на місяць з'їздити в бакалійний магазин, або їздити на роботу за межі ферми. Але це регулюється місцевими рішеннями згромаджень. На практиці, транспортна доступність амішів збільшується, а їх ізоляція зменшується. На коні можна проїхати за один раз максимум 40 км, після чого йому треба тривалий відпочинок. Це обмежувало радіус щоденних поїздок амішів 20 кілометрами від дому. Крім того, на великих відстанях кінний екіпаж може витримувати середню швидкість не більше 16 км/год, а це дуже мало для екстреного транспортування (у разі аварії, хвороби тощо).
У деяких регіонах між поселеннями амішів встановлено регулярне автобусне сполучення, і поїздки залізницею теж допускаються.

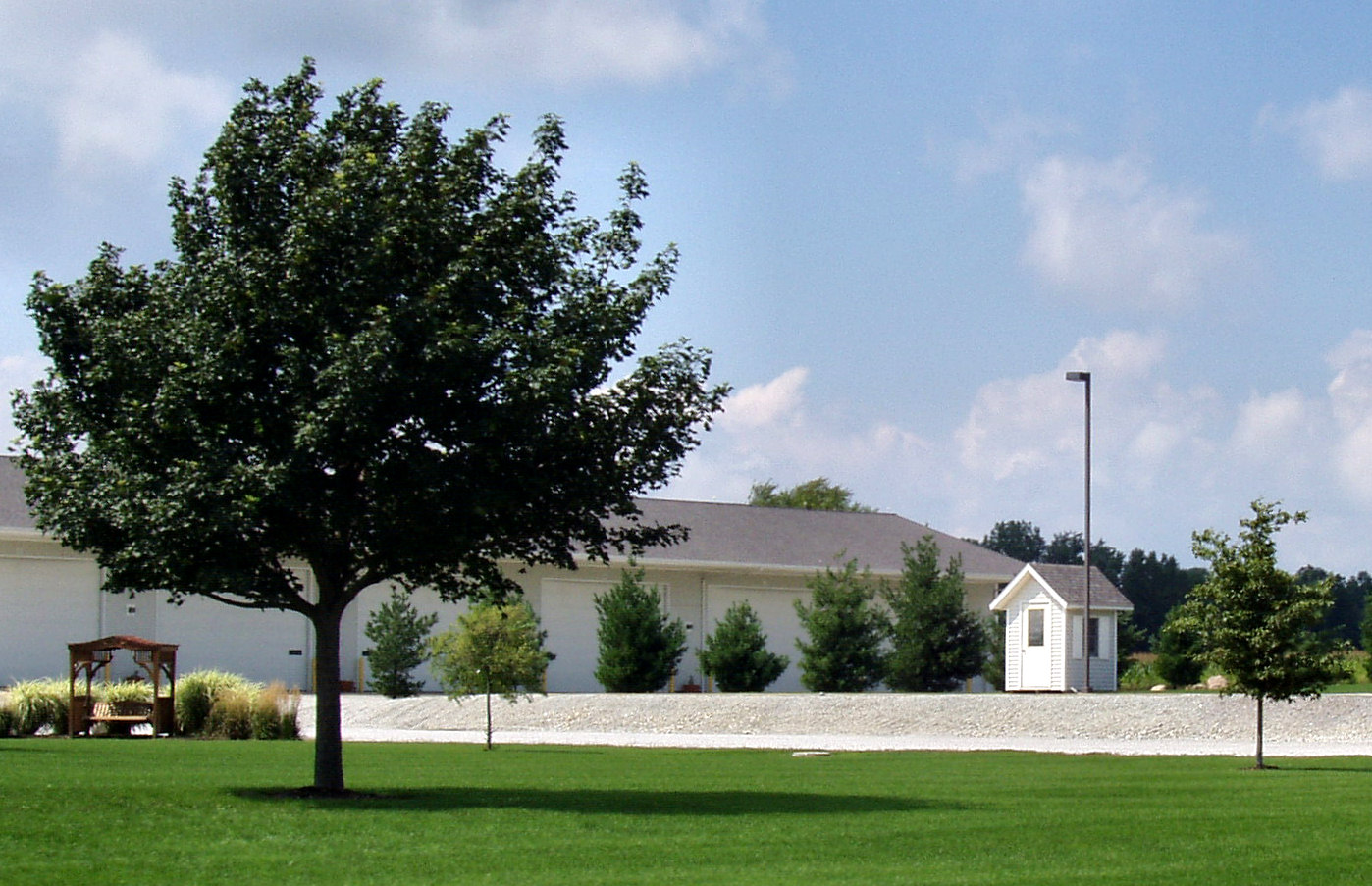
Телефонна будка, встановлена "англійським" фермером для використання в екстрених випадках місцевими родинами амішів.

Аміші старого обряду прагнуть обмежити використання телефону, тому що вони в цьому вбачають порушення ізоляції від зовнішнього світу. Принесення зовнішнього світу в будинок — це, на їхню думку, вторгнення в особисте життя, порушення святості та недоторканості сім'ї. До того ж, заміна особистих зустрічей телефонними розмовами шкодить і соціальному життю громади. Аміші в Ланкастері англ. Lancaster County, Pennsylvania використовують телефони в основному для вихідних дзвінків; за їхніми правилами, телефон повинен бути не в домі, а тільки в телефонній будці або іншій будівлі, розташованій досить далеко від дому, щоб зробити часті дзвінки незручними. Навіть якщо ці телефони знаходяться у приватній власності, вони повинні бути доступні для використання більш ніж однією сім'єю. З одного боку, це дозволяє амішам контролювати їх спілкування і не дає телефонним дзвінкам вторгатися в життя сім'ї, з іншого — дозволяє використовувати телефон для ділових переговорів, коли це дійсно потрібно.
У минулому, звичайною справою було використання амішами найближчих міських таксофонів. Зараз цих таксофонів залишається все менше і менше у зв'язку з переходом неамішів на мобільні телефони; це змушує громади амішів будувати власні телефонні будки та телефонні пункти колективного користування (вони у амішів називаються «телефонні хатини» — англ. phone shanties). Багато амішів, особливо ті, хто займається бізнесом, використовують автовідповідачі або голосову пошту. Так само аміші можуть використовувати довірених «англійських» сусідів як зв'язкових для передачі екстрених повідомлень сім'ї. Деякі з амішів нового обряду використовують навіть стільникові телефони і пейджери, але більшість амішів-старообрядців це не використовують.

## Відносини амішів з навколишнім суспільством

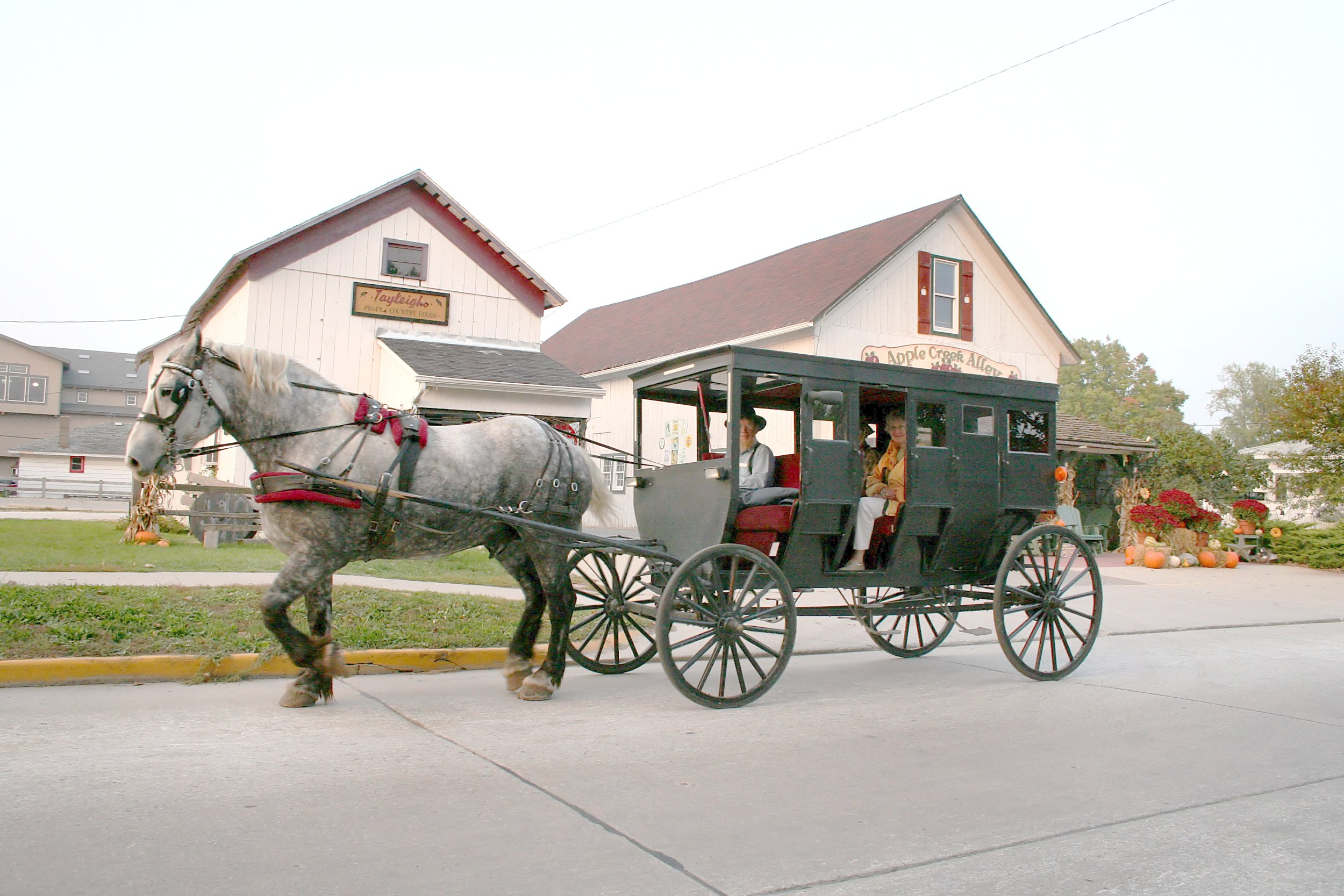
Туристам пропонують проїхатися в кінному екіпажі амішів (м. Шіпшевана, шт. Індіана).

З часу виникнення, аміші відчували на собі значний тиск з боку оточуючого їх сучасного світу. Наприклад, закони США про дитячу працю створюють загрозу для освяченого часом способу життя і викликають багато питань про поводження з дітьми в амішських сім'ях, а так само з приводу поглядів амішів на психологічну та медичну підтримку. Сучасне суспільство не надає великого значення тим міцним емоційним і духовним зв'язкам між людьми, тієї взаємної підтримки та взаємодопомоги, які існують в сім'ях і громадах амішів. Замість цього домінує негативне сприйняття того, що аміші в деяких випадках приймають стан здоров'я як волю Божу, замість того, щоб проходити все можливе лікування в сучасних лікарнях і поліклініках. Хоча багато громад амішів мають громадські телефони, щоб можна було викликати допомогу в екстрених випадках. Діти амішів часто, дотримуючись традицій своєї віри, з ранніх років вчаться працювати вдома, або на сімейній фермі, або на общинній землі. Діти виховуються у традиціях своїх батьків або близьких родичів до підліткового віку, коли, під час окольництва (rumspringa), їм дається можливість подивитися світ і порівняти з тим, чому їх вчили в сім'ї. Шанована і довготривала група людей, аміші викликають суперечки і розбіжності в сучасному суспільстві щодо їх методів виховання малолітніх дітей, які дуже відрізняються від неамішських.

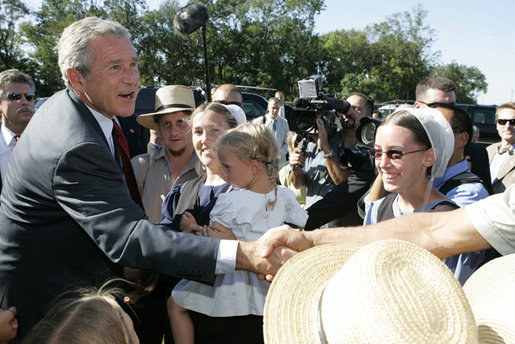
Дж. Буш на зустрічі з амішами

Всупереч поширеній думці, деякі з амішів беруть участь у голосуванні на виборах, і політичні партії намагаються залучати їх на свій бік коливних виборців. Пацифізм і соціальна свідомість амішів може схилити деяких з них до підтримки лівоцентристських політиків, в той час як в цілому консервативне світовідчуття більшості може стати причиною підтримки правих іншими амішами.
Аміші — непротивленці, і рідко захищають себе фізично чи навіть у суді; під час війни вони отримують статус «відмовник за ідейними міркуваннями» — людей, що з ідейних міркувань відмовляються від проходження військової служби. Їх власний переказ містить історії про героїчне непротивлення злу насильством, таких, як історія Якоба Хочстетлера (Jacob Hochstetler, 1704—1775) з поселення амішів в Нордкілл, який переконував свого сина не стріляти в індіанців, які вбили одних членів їх сім'ї і взяли в полон інших.Під час Другої Світової війни, аміші залучалися до альтернативної цивільної служби США — Civilian Public Service.
Аміші покладаються на підтримку своєї церкви і громади, і таким чином відкидають концепцію страхування. Як приклад надання такої підтримки можна навести спільне будівництво стаєнь, корівників, та інших сільськогосподарських будівель, коли на роботу збирається вся громада, щоб звести будову за один день. Так само прийнято збиратися на свята разом з родиною та друзями.

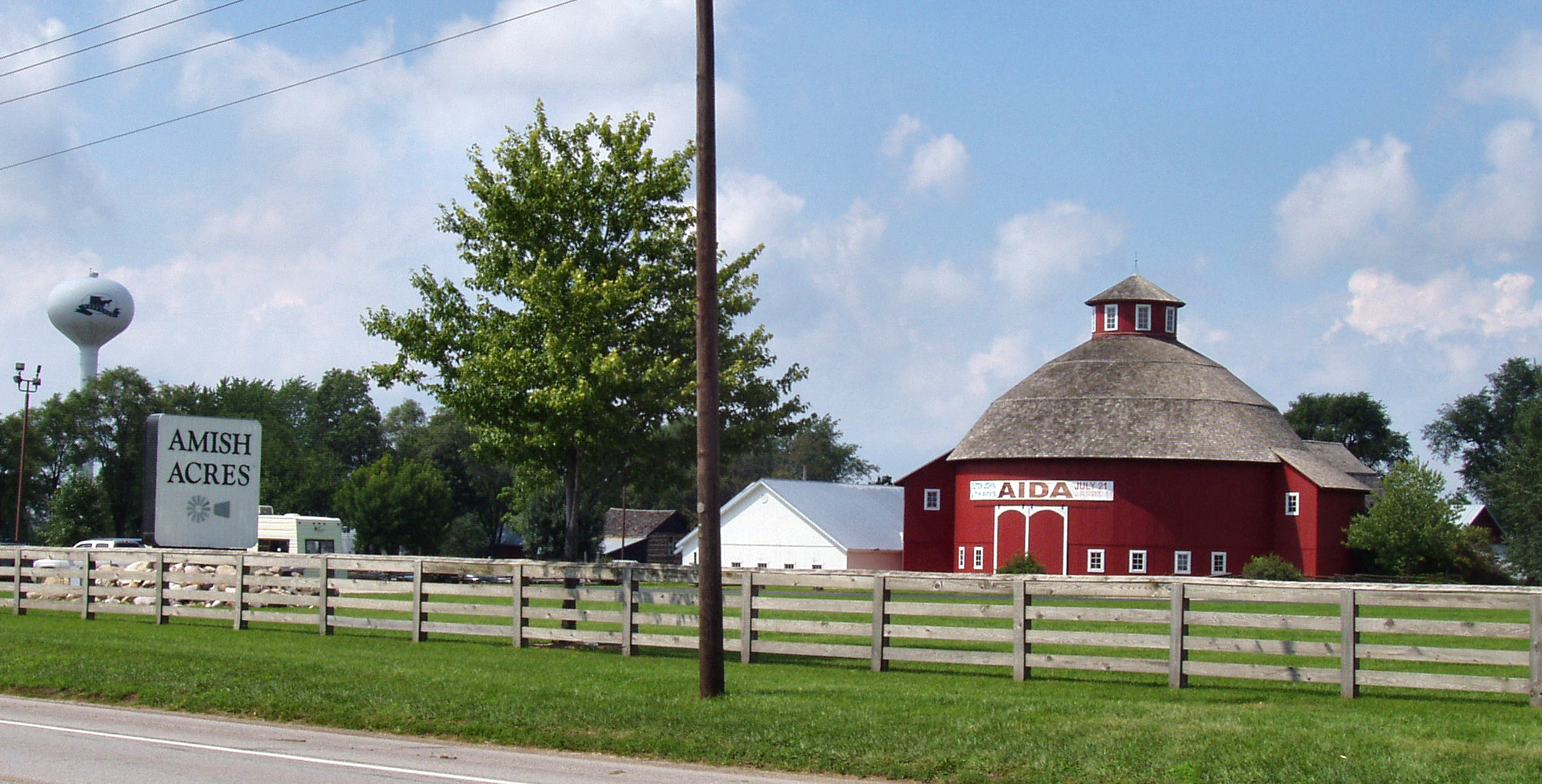
«Amish Acres» — атракціон для туристів у містечку Наппані, штат Індіана.

У 1961 році Служба внутрішніх доходів США визнала, що оскільки аміші з релігійних міркувань не користуються благами соціального страхування (і взагалі соціального забезпечення), вони не зобов'язані платити відповідні податки. У 1965 р., це правило було кодифіковано в законодавстві. Самозайняті члени відповідних сект не платять внесків з соціального страхування США і не отримують від нього будь-якої підтримки, тобто можуть не брати участь у системі соц. страхування.
Видимою ознакою турботи амішів про старих є невеликий «Будинок дідусів» (Grossdaadi Heiser), часто побудовані поруч з основним. Окрім внесків соціального страхування та внесків на допомоги з непрацездатності, американські аміші платять усі накладені податки. Аміші, що працюють за наймом на роботодавців — не амішів, змушені платити і ці внески, але за соціальною підтримкою держави аміші все одно не звертаються.
Час від часу зустрічаються випадки дискримінації або ворожнечі щодо амішів з боку їх сусідів. Під час обох світових воєн XX століття, непротивленство амішів призвело до безлічі випадків образи та утисків. Молоді чоловіки-аміші, насильно залучені до служби, піддавалися різного роду «лікуванню хвороби». У наші дні анти-амішські настрої в суспільстві призводять до закидання кінних возів амішів камінням (або іншими предметами) під час їх руху по дорогах, найчастіше вночі. В 1988 р., вийшов на телеекрани фільм «побиття каменями в окрузі Фулем» (англ. A Stoning In Fulham County), заснований на реальних подіях, включаючи випадок загибелі шестимісячної дівчинки із сім'ї амішів від попадання каменя в голову. У 1997 р., Мері Куепфер (Mary Kuepfer), молода амішка з Мілвертона англ. Milverton, Ontario, (Онтаріо, Канада), отримала удар в обличчя скляною пляшкою з-під пива, яку, імовірно, кинули в неї з автомобіля, що проїжджав повз.Вона отримала такі осколкові травми, що на відновлювальні хірургічні операції було потрібно декілька тисяч доларів (які були зібрані у вигляді пожертвувань).